# Lucien Jottrand
Ne doit pas être confondu avec Fritz Jottrand.
Lucien Léopold Joseph Jottrand, né le 31 janvier 1804 à Genappe et mort le 17 décembre 1877 à Saint-Josse-ten-Noode, est un avocat et un homme politique belge, ainsi qu'un militant flamand se définissant comme un heel-néerlandiste wallon.

## Biographie
Jottrand, fils du notaire Jean-Baptiste Jottrand (Genappe, 1778-Saint-Josse-ten-Noode, 1841), termine ses études secondaires en néerlandais à Vilvorde et obtient son doctorat en droit en 1825 à l'université de Liège à l'époque du royaume uni des Pays-Bas, où il subit également l’influence d'un professeur originaire d'Amsterdam, Jean Kinker. Exerçant la profession d'avocat, il est inscrit au barreau de Bruxelles où il plaide en néerlandais.
Initialement, Jottrand reste fidèle au royaume uni des Pays-Bas, mais, de plus en plus, il critique le gouvernement autoritaire de Guillaume Ier.
À partir de 1826, il est rédacteur du journal d’opposition bruxellois le Courrier des Pays-Bas, qu’il a repris sous le nom de Courrier Belge en 1832 en tant que propriétaire et rédacteur en chef. Le 1er février 1837, il cède ce journal à Marcellin Jobard. C’est au cours de la révolution belge de 1830 que Jottrand, avec Édouard Ducpétiaux, conçoit le futur drapeau de la Belgique qui remplacera le drapeau tricolore français, en usage chez les révolutionnaires français.

## Congrès national
Fin octobre 1830, il rejoignit le Congrès national. Il n'avait été élu que comme cinquième suppléant, mais par le refus d’un des élus effectifs et de quatre des suppléants, il siègera au Congrès à partir du 15 novembre. Avec quelque 125 interventions plus ou moins longues, il devint le troisième des participants les plus actifs aux débats en séance plénière. Sur ses insistances, la liberté linguistique fut inscrite dans la Constitution belge, ce qui permit de briser le monopole de la langue française.
Jottrand marqua son accord avec la déclaration d’indépendance et vota l’exclusion  perpétuelle de la maison d'Orange-Nassau du trône de Belgique. Au cours des premiers tours de vote pour un chef d’État, il soutint le duc de Leuchtenberg, et plus tard ce mois-là, Surlet de Chokier, ce dernier comme régent. Il fut l’un des 45 membres du Congrès à ne pas voter pour Léopold de Saxe-Cobourg. Il prétendit être contre une élection immédiate dans les circonstances de l’époque. Il votera également contre l'acceptation du traité des XXIV articles[citation nécessaire].

## Le «cultuurflamingant»
En 1844, Jottrand apporta la moitié des capitaux d’amorçage pour le journal Vlaemsch België (la Belgique flamande), mais ce journal disparut déjà la même année. En 1847, il fonda le journal Débat social. Il était en correspondance avec Karl Marx, dont les contributions au Neue Rheinische Zeitung retenaient son attention.
Entre 1855 et 1861, il siégea au conseil communal de Saint-Josse-ten-Node, où il était également avocat.
En 1856, il devint le premier président de la commission des griefs flamands (Vlaamse Grievencommissie), créée cette année-là par le roi Léopold Ier. Le recueil de réclamations que cette commission avait établi, fut cependant rejeté par le Ministre Charles Rogier.
Jottrand était membre de divers groupes de pression flamingants comme Vlamingen vooruit (Flamands en avant) et le Vlaemsch Verbond (L’Alliance flamande).
En 1872, il proposa de présenter une liste unitaire flamande pour les élections législatives. L’année suivante, grâce en partie à ses efforts, une diète flamande avec dix mille participants fut tenue à Bruxelles. La première loi sur l'emploi des langues de 1873, dite Loi Coremans, lui est redevable de beaucoup.
Jottrand avait également apporté le sien à l’épanouissement du théâtre flamand à Bruxelles.
Son fils Gustave Jottrand, lui aussi, fut un homme politique prêtant l'oreille aux revendications flamingantes. Il devint échevin de la ville de Bruxelles en 1870 et garda son mandat jusqu'à sa mort en 1884.

## Idéologie
De patriote belge, Jottrand se transforma en flamingant. Il se décrivit comme Nederlandschen Wael, un Wallon néerlandais, et occupa une place particulière au sein du mouvement flamand par sa défense d’un État néerlandais fédéral qui inclurait aussi bien les Wallons que les Luxembourgeois. Il peut ainsi - à son corps défendant - être considéré comme un précurseur de l'esprit bourguignon de Joris Van Severen. Jottrand est un maillon dans l'évolution du mouvement flamand d’un mouvement culturel vers le nationalisme émancipatoire et politique. Sous le concept du néerlandais se cachait pour lui une conception politique plutôt qu’une dénomination linguistique ou ethnique. La décentralisation et l’égalité des différents groupes de population furent pour lui aussi d’une grande importance.
Jottrand était un libéral progressiste, assez radical même, qui fréquenta les premiers représentants belges du socialisme naissant. Il fut également un républicain, et il luttait pour le suffrage universel. Il présida même l'Association démocratique de Bruxelles dont Karl Marx était le vice-président.
Il était également un  membre actif de la Société des douze.

## Œuvres
Jottrand écrivit un grand nombre d’œuvres en français, mais aussi en néerlandais, sur le droit, les sciences de l'État, l’histoire, la géologie et les sciences linguistiques, dont :
- (fr) Londres au point de vue belge, Bruxelles, C. Muquardt, 1852
- (nl) Beschrijving van de Betoging en het Banket van den 25 April 1859 ter eere der Vlaemsche taelcommissie (1859) (description de la Manifestation et du Banquet du 25 avril 1859, en l’honneur de la Commission linguistique flamande)
- (fr) La question Flamande (1865)
- (nl) Nederduitsche gewrochten van den Nederlandschen Wael L. Jottrand (1872) (travaux néerlandais du Wallon néerlandais L. Jottrand).